# Hybrydyzacja (chemia)

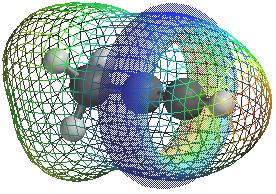
Rdzeń atomowy i chmura elektronów w cząsteczce propynu.
Stan elektronów walencyjnych atomu opisują funkcje falowe Ψ, czyli orbitale atomowe (np. s, p), wyznaczane dla elektronów w centralnym polu jądra.
W cząsteczkach związków chemicznych elektrony znajdują się w polu oddziaływania wielu ładunków (rdzeni atomowych i elektronów walencyjnych innych atomów), zajmując orbitale cząsteczkowe. Hipotetyczne orbitale zhybrydyzowane opisują prawdopodobne miejsca znalezienia w cząsteczce elektronów walencyjnych pochodzących od danego atomu

Hybrydyzacja – tworzenie hipotetycznych mieszanych orbitali elektronów atomu w cząsteczce związku chemicznego (rodzaj „orbitali cząsteczkowych”) z pojedynczych „orbitali atomowych” przez liniową kombinację odpowiednich funkcji falowych (zob. przybliżone metody rozwiązywania równania Schrödingera). Wynikiem obliczeń są „funkcje mieszane” opisujące prawdopodobne położenie poszczególnych elektronów walencyjnych w cząsteczce (orbitale zhybrydyzowane, hybrydy). Wyznaczenie hybryd orbitali elektronów walencyjnych pozwala określać możliwości tworzenia wiązań zlokalizowanych i wyznaczać kierunki wiązań sigma w przestrzeni (teoretyczna podstawa stereochemii).
Ukierunkowane wiązania sigma powstają z udziałem elektronów zajmujących takie orbitale zhybrydyzowane, których wzajemne położenie gwarantuje maksymalne nakładanie się orbitali wiążących par elektronowych i najmniejsze wzajemne nakładanie się orbitali antywiążących (minimum energii cząsteczki i największa trwałość). Orbitale wiązań wielokrotnych, np. pi, delta (w tym orbitale sprzężonych wiązań wielokrotnych), powstają w wyniku bocznego nakładania się niezhybrydyzowanych orbitali p lub d, prostopadłych do wiązań sigma.

## Funkcja falowa
Orbital jest definiowany poprzez funkcję falową (Ψ) – rozwiązanie równania Schrödingera np. dla elektronu w polu elektrycznym jądra lub rdzenia atomowego albo wielu jąder atomów, z których jest zbudowana cząsteczka związku chemicznego, i wielu elektronów pochodzących od tych atomów. Klasyczny przykład dotyczy funkcji falowej jednego elektronu w polu centralnym.

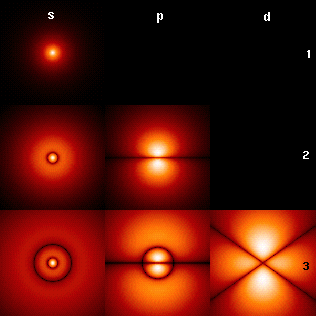
Orbitale atomowe s, p, d – gęstość elektronowa w polu xy dla różnych liczb kwantowych ℓ i n (m = 0). Zauważalne jest występowanie zwiększonej gęstości w określonych odległościach od jądra. Odległości te w przybliżeniu odpowiadają promieniom orbit w modelu atomu Bohra

Hybrydy 2sp atomu C*
Nie przedstawiono orbitali 2p_{y} i 2p_{z} nie ulegających hybrydyzacji.

Hybrydy 2sp^{2} atomu C*
Nie przedstawiono orbitalu 2p_{z} nie ulegającego tej hybrydyzacji.

Hybrydy 2sp^{3} atomu C*
Wszystkie orbitale n = 2 ulegają hybrydyzacji.

{\displaystyle \psi _{n\ell m}(r,\vartheta ,\varphi )={\sqrt {{\left({\frac {2}{nr_{0}}}\right)}^{3}{\frac {(n-\ell -1)!}{2n(n+\ell )!}}}}e^{-\rho /2}\rho ^{\ell }L_{n-\ell -1}^{2\ell +1}(\rho )\cdot Y_{\ell }^{m}(\vartheta ,\varphi ),}
gdzie:
{\displaystyle \rho ={\frac {2r}{nr_{0}}},}
{\displaystyle r_{0}} – promień orbity w modelu Bohra,
{\displaystyle L_{n-\ell -1}^{2\ell +1}(\rho )} – wielomian Laguerre’a,
{\displaystyle Y_{\ell }^{m}(\vartheta ,\varphi )} – harmonika sferyczna, rozwiązanie równania Laplace’a.
Po wykonaniu obliczeń dla różnych wartości liczb kwantowych:
- główna: n = 1, 2, 3,...
- poboczna: l = 0, 1, 2, ..., n-1 (orbitale s, p, d,...)
- magnetyczna: m = 0, ±1, ±2, ±3,...

i przeliczeniu wartości współrzędnych sferycznych na kartezjańskie otrzymuje się poglądowe graficzne ilustracje orbitali w układzie współrzędnych x, y, z.
Zgodnie z interpretacją Maxa Borna sens fizyczny ma kwadrat modułu funkcji falowej |Ψ|2. Określa on gęstość prawdopodobieństwa napotkania elektronu w punkcie o współrzędnych xyz. Ściany brył ograniczają przestrzeń, w której elektron można napotkać najczęściej (np. prawdopodobieństwo 90%). Linie na konturowych wykresach płaskich są przekrojami tych brył (np. kula dla l = 0, obrotowa „ósemka” dla l = 1).

## Przykład atomu węgla
Zasady hybrydyzacji odgrywają największą rolę w chemii organicznej, ze względu na występowanie kilku rodzajów hybryd charakteryzujących elektrony walencyjne atomu węgla. W stanie podstawowym (C): 1s22s22px12py1 (2 niesparowane elektrony walencyjne). W większości związków chemicznych węgiel jest czterowartościowy, co jest związane z występowaniem atomu węgla w stanie wzbudzonym (C*): 1s22s12px12py12pz1(4 niesparowane elektrony walencyjne).
- Atom węgla w stanie podstawowym

{\displaystyle {\frac {\uparrow \downarrow }{1s}}\;{\frac {\uparrow \downarrow }{2s}}\;{\frac {\uparrow \,}{2p_{x}}}\;{\frac {\uparrow \,}{2p_{y}}}\;{\frac {\,\,}{2p_{z}}}}
- Atom węgla w stanie wzbudzonym (C*):

{\displaystyle {\frac {\uparrow \downarrow }{1s}}\;{\frac {\uparrow \,}{2s}}\;{\frac {\uparrow \,}{2p_{x}}}\;{\frac {\uparrow \,}{2p_{y}}}\;{\frac {\uparrow \,}{2p_{z}}}}
Funkcje falowe elektronów walencyjnych węgla, znajdujących się w centralnym polu oddziaływania jądra atomu (funkcje atomowe), nie opisują ich stanu w cząsteczkach związków organicznych, czyli w polu oddziaływania kilku lub wielu różnych jąder i należących do nich elektronów. Za opis stanu w cząsteczce uznaje się zhybrydyzowane (uśrednione, mieszane) funkcje falowe, wyznaczane metodą liniowych kombinacji funkcji atomowych. Zależnie od rodzaju i liczby innych atomów, które stanowią najbliższe cząsteczkowe otoczenie atomu węgla, fizyczny stan jego elektronów walencyjnych opisują funkcje falowe zhybrydyzowanych orbitali:
- sp – kombinacja liniowa Ψl=0 z Ψl=1,
- sp2 – kombinacja liniowa Ψl=0 z dwiema funkcjami Ψl=1,
- sp3 – kombinacja liniowa Ψl=0 z trzema funkcjami Ψl=1.

Wynikiem obliczeń są trzy możliwe sposoby opisu zewnętrznej powłoki elektronowej atomu C*:
- Hybrydyzacja sp:

{\displaystyle {\frac {\uparrow \downarrow }{1s}}\;{\frac {\uparrow \,}{2sp}}\;{\frac {\uparrow \,}{2sp}}\;{\frac {\uparrow \,}{2p_{y}}}\;{\frac {\uparrow \,}{2p_{z}}}}
- Hybrydyzacja sp2:

{\displaystyle {\frac {\uparrow \downarrow }{1s}}\;{\frac {\uparrow \,}{2sp^{2}}}\;{\frac {\uparrow \,}{2sp^{2}}}\;{\frac {\uparrow \,}{2sp^{2}}}\;{\frac {\uparrow \,}{2p_{z}}}}
- Hybrydyzacja sp3:

{\displaystyle {\frac {\uparrow \downarrow }{1s}}\;{\frac {\uparrow \,}{2sp^{3}}}\;{\frac {\uparrow \,}{2sp^{3}}}\;{\frac {\uparrow \,}{2sp^{3}}}\;{\frac {\uparrow \,}{2sp^{3}}}}

## Hybrydyzacja orbitali C* w węglowodorach

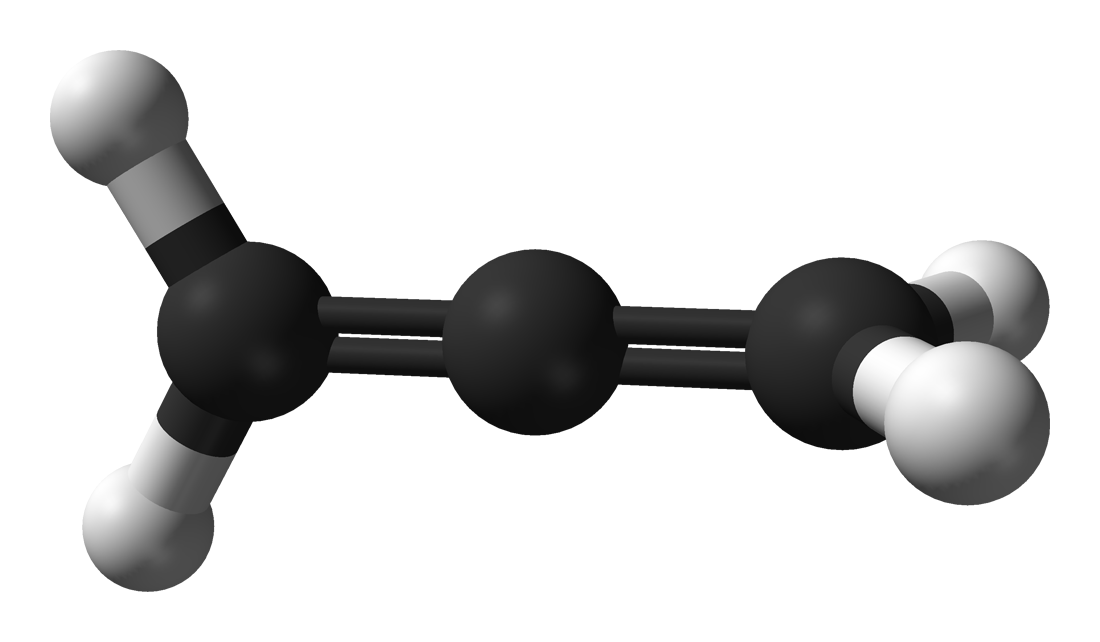
Efekt hybrydyzacji sp w propadienie (CH2=C=CH2)

Stan elektronów walencyjnych atomu węgla w cząsteczkach węglowodorów zależy przede wszystkim od liczby jąder węgla i wodoru (protonów) oraz związanych z nimi elektronów w najbliższym „cząsteczkowym otoczeniu” tego atomu. Poszukiwane są funkcje falowe elektronów, które pozwalają utworzyć najbardziej poprawne kwantowe modele cząsteczek różnych węglowodorów, np. alkanów, alkenów i węglowodorów aromatycznych lub allenów. Obliczenia dowodzą, że największą trwałość cząsteczek (najmniejszą wartość energii wewnętrznej) zapewnia hybrydyzacja:
| sp – | w przypadku gdy atom węgla tworzy z atomami sąsiednimi dwa wiązania sigma i dwa wiązania pi (z jednym lub dwoma sąsiadami); minimum wzajemnego nakładania się dwóch hybryd sp jest osiągane, gdy leżą w jednej linii, a więc kąt między wiązaniami sigma w układach −C≡ lub d= jest równy 180° (np. acetylen, alleny) |

| sp2 – | w przypadku, gdy atom węgla tworzy z atomami sąsiednimi trzy wiązania sigma i jedno wiązanie pi; minimum wzajemnego nakładania się trzech hybryd sp2 jest osiągane, gdy są położone na jednej płaszczyźnie i skierowane w stronę wierzchołków opisanego na nich trójkąta równobocznego; a więc kąt między wiązaniami sigma w układach −C= jest równy 120° (np. etylen, benzen, polieny) |

| sp3 – | w przypadku, gdy atom węgla tworzy z atomami sąsiednimi cztery wiązania sigma; minimum wzajemnego nakładania się czterech hybryd sp3 jest osiągane, gdy są skierowane w stronę wierzchołków opisanego na nich tetraedru, a więc kąt między wiązaniami sigma w układach −C− jest równy 109,5° (np. metan, etan i inne alkany) |

## Przykłady hybrydyzacji w cząsteczkach innych związków
Hybrydyzacja pozwala wyjaśniać struktury takich cząsteczek i jonów, jak dwutlenek węgla (sp), tritlenek siarki (sp2), siarczany (sp3), podtlenek azotu (sp) i inne. Kierunki wiązań określa się uwzględniając wpływ wolnych par elektronowych.
| Związek chemiczny       | Hybrydyzacja |
| ----------------------- | ------------ |
| dwutlenek węgla (CO 2)  | sp           |
| tritlenek siarki (SO 3) | sp2          |
| dwutlenek azotu (NO 2)  | sp2          |
| amoniak (NH 3)          | sp3          |
| woda (H 2O)             | sp3          |

## Inne rodzaje hybrydyzacji
W tabeli zestawiono najważniejsze rodzaje hybrydyzacji, nie ograniczone do wyżej omówionych przypadków hybrydyzacji sp, sp2 i sp3.
| Typ cząsteczki | Pierwiastki grup głównych/ metale przejściowe                        | Tylko metale przejściowe                                                                | Tylko metale przejściowe                                                |
| Typ cząsteczki | hybrydyzacja spx                                                     | hybrydyzacja sdx                                                                        | hybrydyzacja spxdy                                                      |
| -------------- | -------------------------------------------------------------------- | --------------------------------------------------------------------------------------- | ----------------------------------------------------------------------- |
| AX 2           | - linia (180°) - hybrydyzacja sp - przykład: CO 2                    | - kształt litery V (90°) - hybrydyzacja sd - przykład: VO+ 2                            |                                                                         |
| AX 3           | - płaszczyzna trygonalna (120°) - hybrydyzacja sp2 - przykład: BCl 3 | - piramida trygonalna (90°) - hybrydyzacja sd2 - przykład: CrO 3                        |                                                                         |
| AX 4           | - tetraedr (109,5°) - hybrydyzacja sp3 - przykład: CCl 4             | - tetraedr (109,5°) - hybrydyzacja sd3 - przykład: TiCl 4                               | - płaszczyzna kwadratowa (90°) - hybrydyzacja sp2d - przykład: PtCl2− 4 |
| AX 6           |                                                                      | - C3v graniastosłup trygonalny (63,4°, 116,6°) - hybrydyzacja sd5 - przykład: W(CH 3) 6 | - oktaedr (90°) - hybrydyzacja sp3d2 - przykład: Mo(CO) 6               |

| Typ cząsteczki | Pierwiastki grup głównych          |
| -------------- | ---------------------------------- |
| AX 5           | bipiramida trygonalna (90°, 120°)  |
| AX 5           |                                    |
| AX 6           | oktaedr (90°)                      |
| AX 6           |                                    |
| AX7            | bipiramida pentagonalna (90°, 72°) |
| AX7            |                                    |